# Andrena lutea
Andrena lutea är en biart som beskrevs av Warncke 1967. Andrena lutea ingår i släktet sandbin, och familjen grävbin. Inga underarter finns listade i Catalogue of Life.